# Kredyt konsorcjalny
Kredyt konsorcjalny – kredyt udzielany przez grupę banków (co najmniej dwa) jednemu kredytobiorcy. Konsorcja złożone z kilku banków mogą udzielać różnego rodzaju kredytów, zazwyczaj są to jednak kredyty inwestycyjne, zaciągane w celu zabezpieczania długoterminowego finansowania inwestycji, a także na zakup firm czy refinansowanie zadłużenia. Rozwiązania tego typu stosuje się przy inwestycjach wysoko kapitałochłonnych, które przekraczają możliwości jednego kredytodawcy i często obarczonych wysokim ryzykiem. Ze względu na sposób wykorzystania kredyty konsorcjalne można podzielić na nieodnawialne i odnawialne.

## Tryby udzielania
Udzielanie kredytu konsorcjalnego może odbywać się w dwóch trybach:
- Tryb scentralizowany – charakteryzuje się tym, że podmiot ubiegający się o kredyt omawia z bankiem sprawy dotyczące np. wysokości kredytu, wysokość oprocentowania, a bank z kolei dąży do zawiązania konsorcjum i angażuje się w czynności przyznania kredytu. Bank prowadzący bezpośrednio kontaktuje się z kredytobiorcą i jest reprezentantem całego konsorcjum. Po udzieleniu kredytu, jest on rozłożony na poszczególne banki stosownie do udziału kwotowego. Spłata kredytu przez przedsiębiorstwo dokonywana jest na rachunek banku reprezentującego całe konsorcjum.
- Tryb zdecentralizowany kredytowania – polega na tym, że banki wchodzące w skład konsorcjum udzielają kredytu bezpośrednio kredytobiorcy. Zawierana jest odrębna umowa z każdym bankiem i każdy bank otrzymuje oddzielnie wynagrodzenie. Spłata kredytu odbywa się na rachunki poszczególnych banków, bank reprezentujący konsorcjum pełni funkcje koordynatora działań.